# Anders Svensson (fotbalista, 1939)
Anders Svensson (27. března 1939, Teckomatorp - 6. prosince 2007, Bjärred) byl švédský fotbalista, záložník.

## Fotbalová kariéra
Ve švédské lize začínal v Malmö FF, nastoupil ve 49 ligových utkáních a dal 3 góly. V letech 1959-1963 hrál v nizozemské lize za PSV Eindhoven, se kterým získal v roce 1963 mistrovský titul. V letech 1963-1966 hrál švédskou ligu za  Örgryte IS. V letech 1967-1969 hrál opět za Malmö FF a s týmem získal v roce 1967 double. Ve Veletržním poháru nastoupil v 7 utkáních. Za reprezentaci Švédska nastoupil v roce 1964 v utkání kvalifikace Mistrovství Evropy ve fotbale 1964 proti Sovětskému svazu. 

## Ligová bilance
| Ročník                       | Zápasy | Góly | Klub          |
| ---------------------------- | ------ | ---- | ------------- |
| 1. švédská liga 1957/1958    | 28     | 2    | Malmö FF      |
| 1. švédská liga 1959         | 21     | 1    | Malmö FF      |
| 1. nizozemská liga 1959/1960 | 5      | 1    | PSV Eindhoven |
| 1. nizozemská liga 1960/1961 | 32     | 6    | PSV Eindhoven |
| 1. nizozemská liga 1961/1962 | 20     | 0    | PSV Eindhoven |
| 1. nizozemská liga 1962/1963 | 18     | 1    | PSV Eindhoven |
| 1. švédská liga 1963         | 5      | 1    | Örgryte IS    |
| 1. švédská liga 1964         | 20     | 7    | Örgryte IS    |
| 1. švédská liga 1965         | 18     | 0    | Örgryte IS    |
| 1. švédská liga 1966         | 20     | 0    | Örgryte IS    |
| 1. švédská liga 1967         | 21     | 1    | Malmö FF      |
| 1. švédská liga 1968         | 12     | 0    | Malmö FF      |
| 1. švédská liga 1969         | 4      | 0    | Malmö FF      |
| CELKEM 1. švédská liga       | 149    | 12   |               |
| CELKEM 1. nizozemská liga    | 75     | 8    |               |